# Abraham Aboulafia
Pour les articles homonymes, voir Aboulafia.
Abraham ben Samuel Aboulafia (1240 - probablement peu après 1291) est un kabbaliste et une grande figure du judaïsme médiéval. À la différence de nombre de kabbalistes de cette époque, que nous ne connaissons qu’au travers de leurs œuvres, nous disposons d’une riche information biographique grâce aux soins méticuleux qu’Aboulafia prit pour donner des éléments de sa vie au sein même de ses ouvrages.

## Sa vie
Abraham ben Samuel Aboulafia naît à Saragosse en 1240, il passe sa jeunesse à Tudela en Navarre. Son père lui enseigne l’étude de la Bible et de ses commentaires, de la grammaire, de la Michna et du Talmud. Il entreprend des études de médecine et de philosophie, et plus particulièrement les ouvrages de Maïmonide par lequel sa pensée reste toujours très influencée. Aboulafia rédige même un commentaire mystique sur son Guide des Égarés.
Il commence bientôt à étudier la Kabbale, et plus particulièrement du Sefer Yetsirah dont il lira les douze commentaires. Il entre alors en contact avec un groupe de kabbalistes mystiques qui lui enseignent les trois méthodes d’interprétation de la Kabbale : le Notarikon (acrologie), la Guematria et le Tserouf.
À l’âge de 31 ans, à Barcelone, il est touché par l’esprit prophétique après avoir obtenu la connaissance du Vrai Nom de Dieu. Il est alors persuadé d’avoir atteint, par la méditation des lettres et des nombres, l’inspiration prophétique et l’état de Messie. Il quitte à nouveau l’Espagne afin de transmettre, fort de l’essence divine qui l’anime, ses connaissances. Il rédige plusieurs ouvrages prophétiques qu’il signe de noms de même valeur numérique que son vrai nom : Zacharie, Raziel…
Il se rend au Proche-Orient afin d’y découvrir l’emplacement du fleuve Sambation au-delà duquel on supposait que les dix tribus perdues demeuraient. En effet, selon la tradition messianique, le Messie devrait rechercher et retrouver les tribus perdues afin de les ramener en Palestine et réunifier ainsi le peuple d’Israël. L’arrivée des Mongols dans la région et les troubles qui s’ensuivent obligent Aboulafia à repartir pour l’Europe et il passe ainsi dix ans en Grèce et en Italie.
En 1280, il entreprend un voyage à Rome afin de se présenter devant le Pape pour discuter avec lui « au nom des Juifs », le convertir à sa doctrine messianique, et réaliser l’œuvre du Messie devant réunir les trois branches abrahamiques pour réaliser les prophéties de la Fin des Temps. Dans cette entreprise il a sans doute été influencé par les écrits de Nahmanide :
« Quand le temps de la fin arrivera, le Messie au commandement de Dieu viendra vers le Pape et lui demandera la libération de son peuple ; alors seulement le Messie sera considéré comme réellement venu, mais pas avant cela. »
À l’annonce du projet d’Aboulafia, le pape Nicolas III donne l’ordre d’arrêter Aboulafia et de le mettre à mort. Mais la disparition subite du pape lui sauve la vie. Aboulafia relate cette épopée dans son ouvrage Le Livre du Témoignage. Libéré, il gagne la Sicile où il se présente comme un messie et se brouille avec la communauté juive de Palerme. Accusé de charlatanisme par Salomon ben Aderet, il se réfugie sur la petite île de Comino près de Malte où, seul, dans une grotte, il rédige le Sefer ha-Ot, le « Livre du Signe ». On perd sa trace après 1291.

## Sa doctrine
Aboulafia ne veut pas s’occuper de la simple tradition, mais de cette Kabbale des kabbalistes qui cherchent la connaissance de Dieu au travers des dix Sephiroth et des vingt-deux lettres de l’alphabet hébreu, en insistant toutefois sur l’essence profonde des Sephiroth et leur refusant toute existence matérielle ou amalgame en tant qu’attributs divins.
Il distingue quatre sources de Connaissances :
- les cinq sens ;
- les idées ou dix nombres abstraits (sephiroth) ;
- le « consentement universel » ;
- la Tradition (Kabbale).

Cependant, le point central de la doctrine et le but d’Aboulafia est de « desceller l’âme, d’enlever les nœuds qui la lient ». Ce « dénouage » est un moyen de réintégrer l’état d’unicité originelle en se dégageant des barrières qui séparent l’existence personnelle de l’âme du courant de la vie cosmique. L’âme est, en effet, confinée dans les limites naturelles et normales de l’existence humaine et ces barrières la protègent contre le flot du courant divin et l’empêchent de prendre connaissance du divin.
« Les préoccupations du monde physique sont autant d’obstacles sur la voie de l’illumination dont il faut se débarrasser par une discipline ascétique avant de s’engager dans la pratique de la méditation qui mène à l’union avec le divin. Toutefois, Aboulafia ne prêche pas une négation complète du corps. Il reconnaît non seulement que le bien-être psychologique de l’individu dépend de la réintégration dans le monde physique, mais aussi que l’union mystique elle-même fait l’objet d’une expérience en termes somatiques, voire érotiques. »
— Wolfson
Il faut donc aider l’âme à trouver un chemin pour percevoir plus que les formes de la nature et du monde matériel. Se débarrasser de l’excès de l’ego est l'un des premiers pas vers ce chemin; concentrer l’âme sur des sujets spirituels abstraits et aller au-delà des apparences grossières en est un autre… Selon Aboulafia, il faut trouver un objet de concentration spirituelle de l’âme afin de la guider vers le « dénouage des nœuds » et, selon lui, le meilleur objet de méditation est l’alphabet hébreu. En se basant sur la nature non corporelle et abstraite de l’écriture, Aboulafia développe une théorie de la contemplation mystique sur le Nom de Dieu. Aboulafia répand alors une nouvelle discipline qu’il nomme Hochmah ha-Tseruf, la « science de la combinaison des lettres », qui est décrite comme un « guide méthodique » pour la méditation en faisant appel à l’étude des lettres et de leurs graphies. Il prétend ainsi opérer une union mystique avec Dieu grâce à l’arithmétique.
Le rôle joué par les Sephiroth dans le système d’Aboulafia peut se résumer dans le fait que les dix Sephiroth se concentrent lors de la méditation pour entrer toutes ensemble dans la plus haute qui est la Pensée ou la Couronne et qui est la racine de toutes les autres reposant elle-même dans l’En-Sof. Les Sephiroth sont appréhendées comme une Trinité Supérieure correspondant aux trois premières lettres de l’alphabet et aux trois principes de la vie humaine : le principe vital, le principe végétatif et le principe rationnel. Les Sephiroth sont pour Aboulafia des canaux par lesquels l’influx intellectuel s’épanche sur le mystique et, ce faisant, ils facilitent son adhésion au Nom Divin. Aboulafia décrypte dans le tétragramme divin YHVH (יהוה) l’expression yod hawwayot, les dix essences, qui sont les intellects distincts et des états d’esprit internes.
Grâce à une méditation méthodique, cette discipline permet d’obtenir un nouvel état de conscience. Cette méthode peut être comparée aux altérations de conscience opérées à base d’hallucinogènes afin d’obtenir un accès à des champs d’expériences que la raison empêche d’appréhender. Aboulafia quant à lui compare cette méthode à la musique, les lettres prenant la place des notes dans la gamme. Il développe ainsi une propédeutique qui s’apparente aux expériences d’union mystique des soufis de l’Islam, et peut-être a-t-il été influencé dans cette voie lors de ses voyages au Proche-Orient ? Quoi qu’il en soit, nous sommes en présence d’une forme de méditation mystique nouvelle car faisant appel à l’étude des lettres et des nombres au travers de trois voies : la Mivta, ou prononciation, la Miktav, l’écriture, et la Mahshav, la pensée, Voies qui permettent d’entrer dans un état second détachant l’âme de ses contingences physiques habituelles.
Aboulafia utilise aussi deux autres méthodes : Dillug et Kefitsa, le saut et le bond, qui visent à passer d’une association à une autre à des fins méditatives. Ces méthodes s’apparentent aux méthodes psychanalytiques des associations. Le saut permet ainsi d’éclairer les processus cachés de l’esprit qui délivre l’étudiant de la sphère naturelle et qui peut conduire aux limites de la sphère divine. L’esprit d’Aboulafia repousse ainsi constamment les limites de la compréhension rationnelle en adoptant une attitude d’inversion des contraires qui permet d’identifier les qualités antagonistes. Ainsi, pour Aboulafia, la tête est la queue, la droite la gauche, l’ange Satan. Il n’y a jamais de stase dans sa réflexion, dans la mesure où toute chose peut devenir son contraire. Chaque pensée est ainsi une étape sur une route qui nous emporte toujours plus loin après un répit.
Aboulafia conseille également, lors de ses méditations, d’effectuer des exercices de respiration et d’adopter des postures spécifiques. Son ouvrage La Lumière de l’Intellect offre des similitudes frappantes avec les traités de Yoga et de Qi Gong des Chinois. Ainsi, sa méthode offre-t-elle une richesse que peu de Kabbalistes mystiques peuvent soutenir et nous dirions même que sa méthode est moderne au regard de l’engouement pour les philosophies extrême-orientales. Mais celle-ci va plus loin, car elle met l’Homme en contact avec Dieu mais aussi avec lui-même.

### La Table d’Aboulafia
Abraham Aboulafia  va développer la méthode kabbalistique du Tserouf sous la forme d’une Table « « la Table d’Aboulafia ».
La première Table d’Aboulafia répertoriée figure dans un manuscrit hébreu de la Bibliothèque Nationale de France sous le numéro 778 3. Elle a été publiée de nombreuses fois au cours des siècles:
- Une première fois par Blaise-de-Vigenère dans son  Traicté des  chiffres ou secrètes manières d’escrire,lire en ligne sur Gallica,Paris,Abel L’Angelier,1586
- Une seconde fois par Moïse Schwab dans son ouvrage « Vocabulaire de l’Angélogie »en 1897[3].
- Une troisième fois par l’ethnologue David Rouach dans son ouvrage « Les Talismans: Magie et tradition juives en 1989[4].

### Les 23 clés
C’est l’ethnologue David Rouach qui va, en 1989, percer la clé de fonctionnement de cette table.
Le principe du chiffrement d’Aboulafia introduit la notion de clé.
La clé se  présente sous la forme de 4 lettres de l’alphabet hébraïque.
Exemple 1: la clé Ath bash ou את/בש 
C’est la 22e clé selon Aboulafia. Elle se situe sur la 22e ligne horizontale de sa table et se lit de droite à gauche.
Exemple 2: la clé אב/גת ou av/gath.
Il s’agit de la 2e clé d’Aboulafia et elle se situe sur la 2e ligne horizontale de sa table.
La Table d’Aboulafia contient 23 clefs.
Chaque ligne horizontale représente une clé.

Alphabet hébraïque (lecture de droite vers la gauche)

### Principe du chiffrement
Exemple Clé : את בש ath (את). Bash (בש)
Permutation : la lettre א (aleph)située à droite va permuter avec la lettre de gauche le ת
(Tav)
Soit: la première lettre א permute avec la dernière de l’alphabet soit ת
Puis La lettre ב  (beth) permute avec le ש (shin)
La deuxième ב (beth) de l’alphabet permute avec l’avant dernière ש (chin).
Et ainsi de suite.
soit le tableau de permutation dans lequel les 22 lettres de l’alphabet sont divisées en deux groupes de 11.
Le premier groupe va de Aleph/א à  kaph /כ et le second de Taw /ת à Lamed/ל.
Ainsi les lettres Aleph /א et Taw / ת peuvent se substituer entre elles, de même pour les lettres Bet/ב et Shin/ש etc. D’où AT/BCH.
א ב ג ד ה ו ז ח ט י כ
ת ש ר ק צ פ ע ס נ מ ל
Texte: le mot בגד (vêtement) donnera dans ce système ath bash le mot שרק
(sifflé).
Le nom YHWH יהוה (Tétragramme de Dieu) devient par cet alphabet le Nom MSPS / מצפץ . 
Dans cet alphabet la fin est le commencement et le commencement est la fin.
2e Exemple:   
Clé :av gath: אב/גת. av (אב). Gath (גת)
Permutation : la lettre א (aleph)va permuter avec le ב
(Bet)
La lettre ג (guimel) permute avec le ת (tav).
Et ainsi de suite.
Toutes les permutations se trouvent sur la même ligne horizontale

### La kabbale prophétique
La kabbale des noms divins ou « prophétique » est aussi l’une des méthodes développées par Aboulafia pour accéder aux phénomènes de révélation ou d’union mystique.

### principe
Le procédé consiste, tel qu’il est mentionné dans son livre « Or ha-sékhel  (la lumière de l’intellect), à combiner chacune des lettres hébraïques des noms divins avec la lettre aleph (א).
Exemple: du tétragramme divin yod hé vav hé (יהוה).
On obtient ainsi quatre combinaisons :
alef yod (אי) 
alef hé  (אה)
alef vav (או)
alef hé (אה).
Puis chaque unité obtenue va être associée à chacune des quatre voyelles qui existent en hébreu et qui permettent de les vocaliser. 
Les voyelles a, e, i, o, u ne sont pas représentées en Hébreu par une lettre et en général n’apparaissent pas dans le texte. Voici la liste des 5 voyelles sur 10 et de leurs sons utilisées par Aboulafia.
holam, son o
qamats, son a
hiriq, son i
tséré, son é
qoubbouts, son ou
en suivant l’ordre alef yod; alef hé et ainsi de suite.
Nous obtenons de cette façon quatre tableaux dont chacun comprend cinquante combinaisons vocalisées possibles.
Ce tableau est l’un des quatre qui combinent la lettre aleph  (א) avec la première lettre du tétragramme yod (י) et avec chacune des cinq voyelles

## Conclusions
Pour les partisans de la Kabbale prophétique, l’extase permet à l’étudiant de rencontrer aussi son propre Moi et au-delà de cette expérience, devenir son propre Messie. L’homme est en présence de lui-même, sa méditation lui offre le miroir de son âme profonde.
La Kabbale d’Aboulafia est, en ce sens, une Kabbale pratique et donc une forme de magie. En effet, la Kabbale pratique utilise la puissance des Noms afin d’agir sur l’extérieur. Aboulafia, lui, conçoit sa méthode comme une « magie intérieure » qui ne doit avoir pour but que de rechercher des effets intérieurs. Il rejette ainsi toute forme de magie opérative ayant des buts extérieurs à l’Homme et ne visant qu’à obtenir des pouvoirs matériels.
Dans cette Voie de l’Intériorité qu’a choisie Aboulafia, la mystique côtoie la magie, l’extase, la méditation et la prophétique, les unes se mêlant aux autres pour former une voie originale située en dehors de la simple méditation des Noms.

## Influences
« Aboulafia, signale Charles Mopsik, tend à devenir une figure légendaire de nos jours dans le grand public cultivé, alors qu’il demeure très peu connu parmi les juifs traditionalistes. (Par exemple : l’ordinateur décrit par Umberto Eco dans Le Pendule de Foucault s’appelle Aboulafia ; le site Internet de stockage de la littérature française numérisée s’appelle ABU - Association des Bibliophiles Universels - en référence explicite avec Abulafia)».
Dans La Cité des permutants de Greg Egan, le mot de passe de Paul Durham pour accéder à son interface de commande est Abulafia.
Abraham Aboulafia apparaît dans deux livres de Patricia Farazzi : L'esquive (1985) et La porte peinte (1988)

## Œuvres
- חיי העולם הבא    Hayyé ha-'olam ha-ba - La Vie du Monde à Venir.
- וזאת ליהודה 	Ve-zoth li-Yehouda.
- גט השמות 	Guét ha-Shemoth - Divorce des Noms.
- אור השכל 	Or ha-sékhél. La lumière de l'intellect. Edition bilingue et traduction française par Michael Sebban sous le titre: Lumière de l'intellect[7], Editions de l'éclat/Beit haZohar, 2021.
- ספר החשק 	Séfer sha'ar ha-H'eshek. Livre de la porte du désir.
- אמרי שפר 	Séfer 'Imré Shefer. Livre des belles paroles.
- גן נעול 	Gan na'oul.
- שבע נתיבות התורה 	Ševa netivot ha-Tora : Traduction française par Jean-Christophe Attias, sous le titre: L'Épître des sept voies[8], Éditions de l'éclat, 1985, Troisième édition avec une édition du texte hébreu en 2022.
- ספר האות 	Séfer ha-'Oth - Le livre du Signe.
- אוצר עדן הגנוז 	Otsar 'Eden ha-ganouz. Livre du trésor de l'Éden caché.
- נר אלהים 	Nér Elohim - La lampe divine. Texte attribué à Abraham Aboulafia.